# عبدالعلی کارنگ
عبدالعی کارنگ (زادهٔ زمستان ۱۳۰۲ تبریز – درگذشتهٔ ۲۱ فروردین ۱۳۵۸ تبریز) نویسنده، ادیب، خوشنویس و دانشمند ایرانی اهل محلهٔ شتربان تبریز بود. وی از اعضای انجمن آثار ملی ایران و از بنیان‌گذاران کتابخانهٔ ملی تبریز، انجمن خیریهٔ تبریز، وی رئیس مؤسسه انتشارات فرانکلین، شعبهٔ تبریز بود.

## تحصیلات
عبدالعلی کارنگ در سال ۱۳۰۲ و در کوچهٔ مقتدر محلهٔ شتربان تبریز زاده شد. تحصیلات عمومی خود را در مدارس رضوان و سعدی گذرانید و سپس به دانشسرای مقدماتی پسران در رشتهٔ ریاضی راه یافت. نهایتاً در سال ۱۳۲۰ وارد آموزش و پرورش شد و در سال ۱۳۲۲ هم به ریاست آموزش و پرورش میانه ارتقا یافت. پس از آن از رشتهٔ ریاضی تغییر رشته داد و در رشته‌های زبان و ادبیات فارسی و علوم تربیتی از دانشگاه تبریز مدرک کارشناسی گرفت. جهت ادامهٔ تحصیل به تهران و بعداً استانبول رفت؛ ولی به دلیل نارضایتی مادر از دوری تنها فرزندش، دورهٔ دکتری در کشور ترکیه را نیمه‌تمام رها کرد و به تبریز بازگشت و به تدریس در مراکز آموزش عالی این شهر مشغول گشت.

## تألیفات
عبدالعلی کارنگ حدود ۱۰۰ تألیف و ترجمه داشته است:
کتاب‌هایی که نوشته است:
- آثار باستانی آذربایجان، برگزیده به عنوان کتاب سال ۱۳۵۳
- ادبیات فارسی برای کلاس‌های اول تا پنجم
- تاتی و هرزنی (دو لهجه از زبان باستان آذربایجان)، سال ۱۳۳۶
- تاریخ ادبیات فارسی برای کلاس‌های چهارم و پنجم
- دستور زبان فارسی
- دستور زبان کنونی آذربایجان

نشریه‌هایی که در آن‌ها تألیفات و ترجمه‌هایش را منتشر کرده است:
- توحید افکار
- جهان اخلاق
- جهان کتاب
- دانشکدهٔ ادبیات و علوم انسانی
- معلم امروز
- یغما
- یومیهٔ تبریز

کتبی که بر آن‌ها مقدمه نوشته است:
- بحثی دربارهٔ زبان آذربایجان
- حیدربابایه سلام
- قیام آذربایجان و ستارخان
- هفت شهر نظمی(نخستین مجموعهٔ شعری نظمی تبریزی - ۱۳۵۲)
- وحدت و تنوع در تمدن اسلامی

## بیت الاحباب
خانهٔ عبدالعلی کارنگ در محلهٔ شتربان تبریز که به بیت الاحباب شهرت یافته بود، محل رفت‌وآمد افراد زیر بود:
- احمد آرام
- بدیع‌الزمان فروزانفر
- تحسین یازیچی
- جعفر سلطان‌القرایی
- سید محمدحسین شهریار
- سیروس طاهباز
- عباس زریاب خویی
- مجتبی مینوی
- محسن هشترودی
- محمدابراهیم باستانی پاریزی
- محمدامین ریاحی
- محمدتقی جعفری
- علی نظمی تبریزی
- محمدجواد مشکور
- نجف دریابندری

## درگذشت
عبدالعلی کارنگ پس از مرگ مادرش و به سبب آسیب روحی وارده در روز سه‌شنبه ۲۱ فروردین ۱۳۵۸ در تبریز درگذشت و در گورستان محلهٔ قوم‌تپه دفن گردید. جسد وی بعد از ۱۹ سال و در سال ۱۳۷۷ به قطعهٔ هنرمندان وادی رحمت منتقل شد.
در سال ۱۴۰۲ شمسی دکتر جعفر چمنکار دانشیار دانشگاه اورمیه کتاب حاصل عمر را که حاوی بیشتر آثار شادروان کارنگ است به چاپ رساند. این کتاب توسط انتشارات دانشگاه اورمیه منتشر گردید.